# Velký Rybník
Velký Rybník es una localidad del distrito de Pelhřimov en la región de Vysočina, República Checa, con una población estimada, a principios del año 2021, de 189 habitantes. 
Se encuentra ubicada al oeste de la región, a medio camino entre Praga, al noroeste, y Brno, al sureste, cerca de la orilla del río Sázava —un afluente derecho del río Moldava— y de las regiones de Bohemia Meridional y Bohemia Central.